# David Schraven

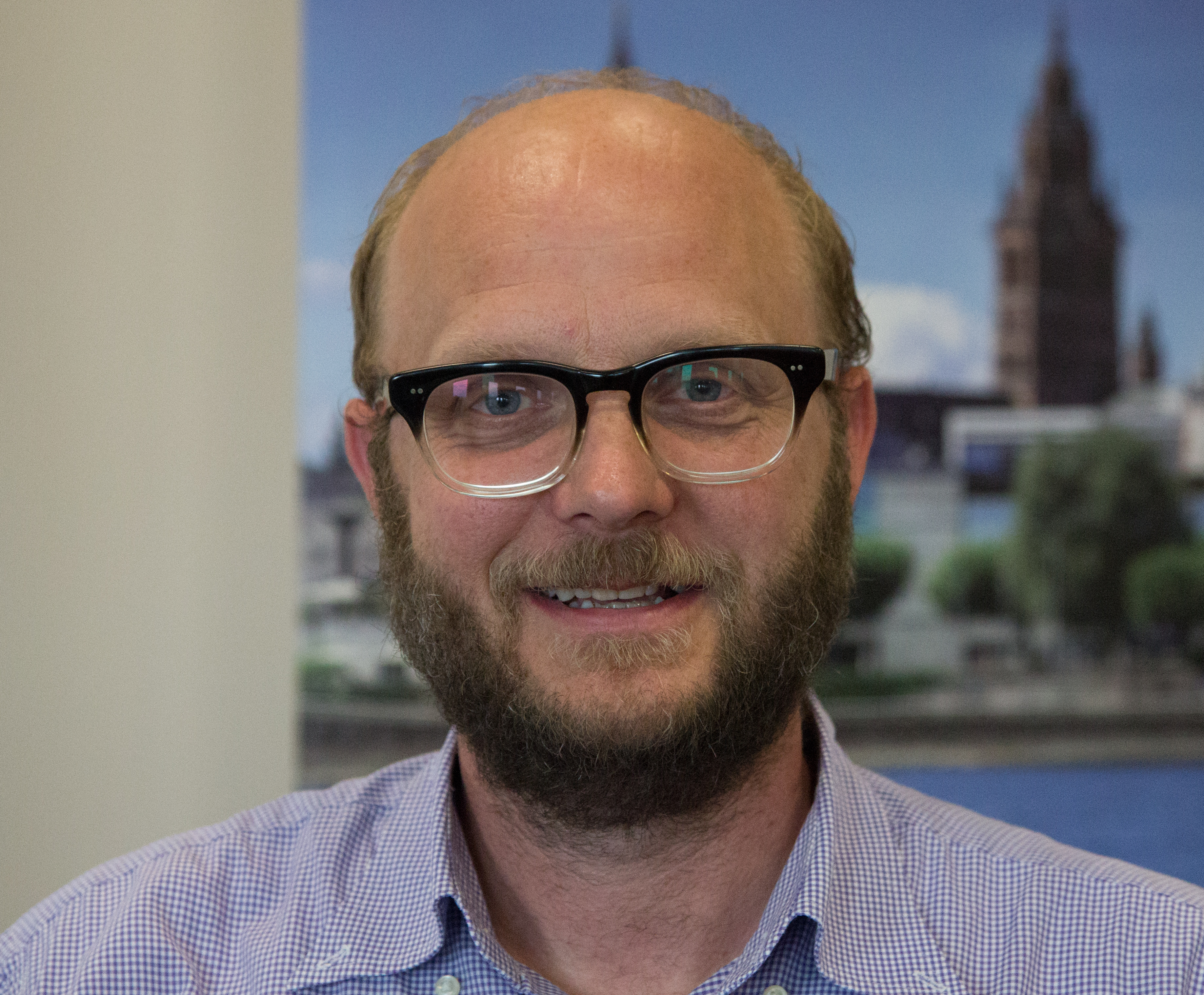
David Schraven (2017)

David Schraven (* 17. Oktober 1970 in Bottrop) ist ein deutscher Journalist, Gründer des gemeinnützigen Recherche-Büros Correctiv und war von 2007 bis September 2014 Vorstandsmitglied des Netzwerks Recherche.

## Leben
Nach dem Abitur 1990 am Heinrich-Heine-Gymnasium in Bottrop begann er, Slawistik, Politologie und Geschichte an der Rheinischen Friedrich-Wilhelms-Universität Bonn zu studieren. Schon während des Studiums arbeitete er als freier Journalist für die Neue Zürcher Zeitung, taz und den WDR.
Schraven war Mitbegründer des „Nachrichtenbüros Zentralasien/Kirgisien“. 1996 wurde er Gründungsgeschäftsführer der taz-Redaktion Ruhr. Neben seiner Tätigkeit als Journalist arbeitete er drei Jahre als Dozent im Bereich Nachrichtenschreiben der Universität Essen.
2001 war er Gast-Reporter beim Time-Magazine in New York. Ab 2005 arbeitete er als freier Journalist vor allem für die Welt am Sonntag, Die Zeit und die Berliner Morgenpost.
Nach Stationen bei der taz und bei der Süddeutschen Zeitung war er ab 2007 Wirtschaftsreporter der Welt-Gruppe, verantwortlich für die Energieberichterstattung.
Im Jahr 2007 war Schraven Mitbegründer des Blogs Die Ruhrbarone. 2010 schied er aus dem Blog aus – und war dort nur noch gelegentlich als Gastautor tätig.
Von 2010 bis Mai 2014 leitete er das Ressort Recherche der vier NRW-Zeitungen, WAZ, NRZ, Westfälische Rundschau und Westfalenpost, der WAZ-Mediengruppe in Essen.
Seit Juli 2014 leitet er das von der Essener Brost-Stiftung mitfinanzierte gemeinnützige Recherchebüro Correctiv.
Schraven war Teilnehmer der Medienversammlung 2014 der Landesanstalt für Medien Nordrhein-Westfalen. Anfang 2017 gründete er mit Cordt Schnibben die Online-Journalistenschule Reporterfabrik.
Seit 2021 ist er Vorstand des Forums Gemeinnütziger Journalismus, in dem sich Medien des gemeinnützigen Journalismus mit Gewerkschaften, Medienorganisationen und Stiftungen zusammengetan haben, um gemeinnützigen Journalismus als dritte Säule des deutschen Mediensystems zu etablieren.

## Kontroversen
Schraven veröffentlichte zusammen mit Georg Kontekakis bei Correctiv den Artikel „EXKLUSIV: Spitzenfrau der AfD in Nordrhein-Westfalen arbeitete als Prostituierte“, der einer AfD-Kandidatin für die unmittelbar bevorstehende Landtagswahl in Nordrhein-Westfalen 2017 Hobby-Prostitution im Internet nachwies. Die Autoren begründeten die Veröffentlichung damit, eine solche Tätigkeit stehe im Gegensatz zu dem von der Partei propagierten Frauenbild und mache die Politikerin „erpressbar“. Der Artikel wurde in den sozialen Medien heftig kritisiert, auch zahlreiche Journalisten äußerten sich negativ. Das Landgericht Düsseldorf untersagte Correctiv zunächst, den Artikel weiter zu verbreiten. Das Oberlandesgericht Düsseldorf urteilte schließlich in letzter Instanz, die Berichterstattung über die Prostitution der AfD-Landtagsabgeordneten sei „zulässig“ gewesen. Der Artikel befasse sich „grundsätzlich mit einer Thematik von gesellschaftlicher bzw. politischer Relevanz von allgemeinem Interesse“. Das Urteil ist rechtskräftig.

## Privates
Schraven ist verheiratet, Vater von zwei Söhnen und wohnt in Bottrop.

## Preise, Auszeichnungen und Nominationen
- 2008 erhielt er den Wächterpreis der deutschen Tagespresse – 3. Platz – für die Berichterstattung über den PFT-Skandal im Trinkwasserfluss Ruhr.[18]
- 2013 wurde er als Autor des Comic Kriegszeiten, Carlsen Verlag, gemeinsam mit dem Zeichner Vincent Burmeister für den Deutschen Jugendliteraturpreis nominiert[19]
- 2013 bekam die WAZ für Enthüllungen im  Fall Kaykin den Schweizer Wolfgang-Fichtner-Preis. Der mit 10.000 Schweizer Franken dotierte Preis wird für Enthüllungen von Korruption und Vetternwirtschaft im deutschsprachigen Raum verliehen.[20]
- 2014 wurden Schraven und das Team von Correctiv in der Kategorie „Newcomer“ als Journalist des Jahres ausgezeichnet. Correctiv probiere „neue Journalismus-Finanzierung“ und habe „eine Debatte über die Gemeinnützigkeit journalistischen Tuns“ entfacht, hieß es in der Begründung der Jury.[21]
- 2015 erhielt er einen Grimme Online Award für die Gesamtverantwortung über die Recherchen zum Abschuss von Flug MH17[22] von Correctiv. Die Jury lobte die Arbeit als „hartnäckig und mit langem Atem“. Die Geschichte MH17 – Die Suche nach der Wahrheit sei das „Ergebnis einer großen Rechercheleistung, perfekt aufbereitet.“[23]
- 2015 wurde sein Buch Weisse Wölfe (illustriert von Jan Feindt) mit dem Deutschen Reporterpreis in der Kategorie „Innovation“ ausgezeichnet.
- 2016 wurde er als Journalist des Jahres von der Jury des Medium Magazins als Teamleiter in der Kategorie „Team des Jahres“ ausgezeichnet.[24]
- 2018 wurde er mit seinem Team für den Nannen Preis 2018 in der Kategorie „Investigative Leistung“ für die Recherchen zum Skandal um die „Alte Apotheke“ nominiert.[25]
- 2020 erhielt er stellvertretend für CORRECTIV die Knatterton-Ehrenmütze des Bundes Deutscher Kriminalbeamter.[26]
- 2023 erhielt er mit CORRECTIV die Theodor-Heuss-Medaille für besonderes demokratiepolitisches Engagement.[27]
- 2024 wurde er mit CORRECTIV mit dem Goldenen Blogger ausgezeichnet[28]
- 2024 wurde er mit CORRECTIV mit dem Carlo Schmid Preis ausgezeichnet[29]

## Werke
- 2009: Herausgeber und Konzeption für Undercover : Reporter im verdeckten Einsatz, Netzwerk Recherche, Wiesbaden, ISBN 978-3-9812408-1-8.
- 2011: Autor des Comic Die wahre Geschichte vom Untergang der Alexander Kielland, Carlsen Verlag, ISBN 978-3-551-73052-7, zusammen mit Vincent Burmeister (Zeichner).
- 2012: Autor des Comic Kriegszeiten, Carlsen Verlag, ISBN 978-3-551-78698-2, nominiert für den Deutschen Jugendliteraturpreis 2013[30], zusammen mit Vincent Burmeister (Zeichner).
- 2014: Zechenkinder: 25 Geschichten über das schwarze Herz des Ruhrgebiets, Ankerherz-Verlag, ISBN 978-3-940138-54-5, zusammen mit Uwe Weber (Fotograf).
- 2015: Autor des Comic WEISSE WÖLFE. Eine graphische Reportage über rechten Terror, CORRECTIV, gezeichnet von Jan Feindt, ISBN 978-3-9816917-0-2.
- 2018: Autor des Comic Unter Krähen: Aus dem Inneren der Republik, CORRECTIV, gezeichnet von Vincent Burmeister, ISBN 978-3981740097
- 2019: Autor des Buches Mafia in Deutschland, erschienen im Ullstein-Verlag mit Maik Meuser und Wigbert Löer, ISBN 978-3548377605[31]
- 2020: Herausgeber Corona: Geschichte eines angekündigten Sterbens, DTV, mit Cordt Schnibben (Herausgeber), ISBN 978-3-423-26281-1
- 2022: Autor des Buches Was wir wollen, CORRECTIV, ISBN 978-3-948-01320-2.
- 2024: Autor des Buches Europas Brandstifter: Putins Krieg gegen den Westen, CORRECTIV, mit Marcus Bensmann und anderen, ISBN 978-3-948013-28-8